# 东北铁路战争纪念碑
东北铁路战争纪念碑（英語：North Eastern Railway War Memorial）坐落在北英格兰约克市，是埃德温·鲁琴斯爵士设计的第一次世界大战纪念建筑，旨在纪念第一次世界大战期间为国捐躯的英国东北铁路公司雇员。1920年初，东北铁路董事会经表决同意拨款两万英镑，用于聘请鲁琴斯并新建纪念建筑，约克市战争纪念碑委员会紧随其后，但双方的计划都卷入争议。根据计划，两个纪念碑相距仅90米，市纪念碑建设预算只有东北铁路的一成，而且东北铁路纪念碑准备紧靠约克城墙，两相对照产生的不良效果引起社区忧虑。最终鲁琴斯修改方案，把东北铁路纪念碑移到别处，市纪念碑立在城墙外不远处解决争议。巧合的是，市纪念碑所在地块原属东北铁路所有，后由董事会决定捐给约克市。
1924年6月24日，英国陆军元帅普卢默勋爵为东北铁路战争纪念碑揭幕。纪念碑主体是16米高的方尖碑，左右共有三面屏风墙，将世界大战纪念石围住。墙体由多处花綵和月桂花环装饰，其中一个花环将方尖碑基座上的东北铁路公司盾徽包围。东北铁路战争纪念碑属II*级登录建筑，也是鲁琴斯战争纪念建筑“国家收藏”的一分子。

## 背景
英国东北铁路公司是北英格兰用人大户，第一次世界大战期间共有1.8万雇员参战，其中许多加入皇家诺森柏兰燧发枪团东北铁路第17营。战争结束时，该司共有2236人在海外战场阵亡；德意志帝国海军突袭英格兰东岸斯卡布罗、哈特尔浦和惠特比三大港口，以及三艘齐柏林飞船空袭约克期间，该司也有许多人被炸死。
一战结束后，英国各地涌现成千上万的战争纪念建筑，这些纪念物的设计者以建筑师埃德温·鲁琴斯爵士最富盛名，英格兰历史建筑暨遗迹委员会（Historic England）称赞他是“所在世代具有领导地位的英国建筑师”。他的作品包括：位于伦敦白厅的第一次世界大战阵亡将士纪念碑是英国休战纪念星期日活动焦点，位于法国蒂耶普瓦勒的蒂耶普瓦勒纪念碑是世界上最大的英国战争纪念建筑，还有英联邦国殇纪念坟场管理委员会所有大型墓地的世界大战纪念石（Stone of Remembrance），英国境内多个战争纪念碑同样采用世界大战纪念石设计，其中包括东北铁路战争纪念碑。
约克市中心有许多建筑与东北铁路有关，除东北铁路战争纪念碑外，还有公司总部和老火车站。纪念碑紧邻公司总部，所在位置起初建有煤炭仓库和运输侧线。

## 构想

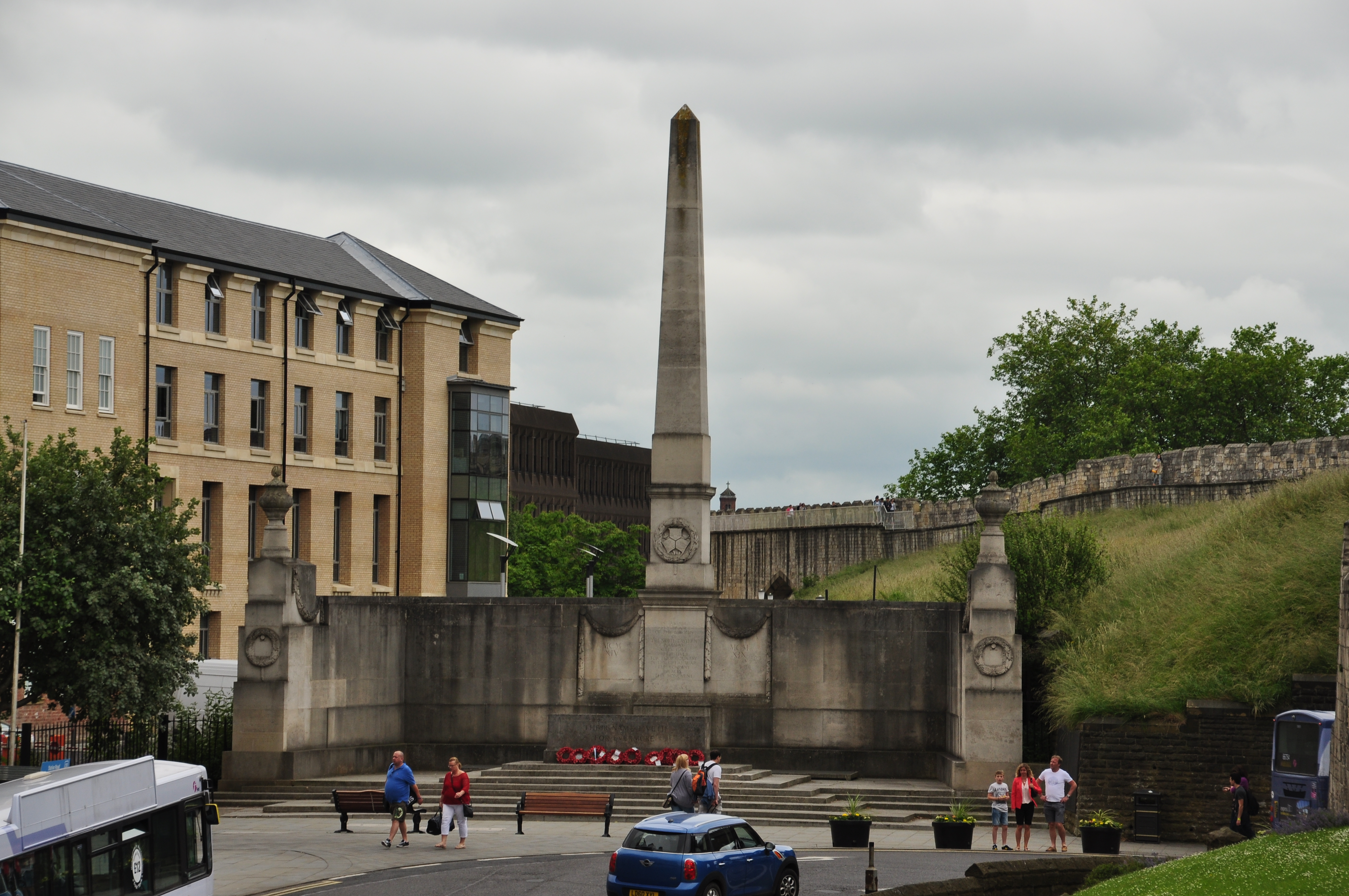
车站路视角的东北铁路战争纪念碑，背景可见约克城墙。纪念碑原计划紧挨城墙，但因引发争议调整

英国东北铁路公司于1919年4月召开董事会讨论战争纪念建筑事宜，决定采用纯装饰建筑，不具功利目的。董事会起初打算号召职工捐款，但总经理回报称公司雇员普遍反对，于是董事会组建小组委员会，考虑设计方案并提出适当预算。1920年2月召开的公司年度股东大会通过决议，拨款两万英镑用于设计并修建纪念建筑。1921年10月，董事会确认以700英镑并报销路费及其他开支的价格聘请鲁琴斯。公司副总经理对此表示，鲁琴斯是“非常时髦的建筑师，不可能会出错”。
看到东北铁路带头，约克市战争纪念委员会有样学样，同样聘请鲁琴斯设计，并支持建筑师在伦达尔桥（Lendal Bridge）下的护城河旁立起大型基座，上面放置世界大战纪念石的计划。但是，市纪念碑和东北铁路纪念碑相距仅90米，虽然鲁琴斯认为两者能达到相辅相成的效果，但市委员会向他支付的预算只有两千英镑，仅为东北铁路的一成。当地部分居民担心铁路公司的纪念碑会大得多，市纪念碑只会显得渺小。还有市议员感觉，游客从火车站前往市中心期间只会先看到铁路公司纪念碑也不合适。面对争议鲁琴斯表示，两个纪念碑都会展示出共同目的，所以距离接近应该不成问题。
根据原有计划，两座纪念碑都很靠近约克城墙，所以还需古迹委员会（如今的英格兰遗产委员会）批准，特别是东北铁路纪念碑紧靠城墙，还要开挖部分防御工事墙体，引来约克郡建筑和约克考古学会强烈反对，导致局面更加复杂。东北铁路公司的建筑师提议把纪念碑向东移三米，拉开与城墙的距离，此时正在印度的鲁琴斯发来电报反对。1922年2月，约克郡建筑和约克考古学会书记员威廉·伊夫林（William Evelyn）在演说中严厉批评东北铁路公司的纪念碑计划：“他们找不到合适的地方来竖立神圣象征，纪念我们子弟兵的爱国思想、勇敢和自我牺牲精神，所以觉得有必要为此损伤别的神圣象征并抢占位置，对此我感到非常遗憾”。1922年7月8日，约克市战争纪念委员会和东北铁路各自派出代表，与古迹委员会总监查尔斯·里德·佩尔斯（Charles Reed Peers）在东北铁路公司办事处碰头。佩尔斯批准市纪念碑方案，并指出方案中选择的地点不属古城墙防御工事，但东北铁路公司的设计需要修改，远离城墙。鲁琴斯没有表态反对，但发现变更地点后还必须改小屏风墙，所以墙上列出的人名也要缩小，觉得这样对纪念碑的艺术价值不利。1922年10月，鲁琴斯递交的新方案获批。

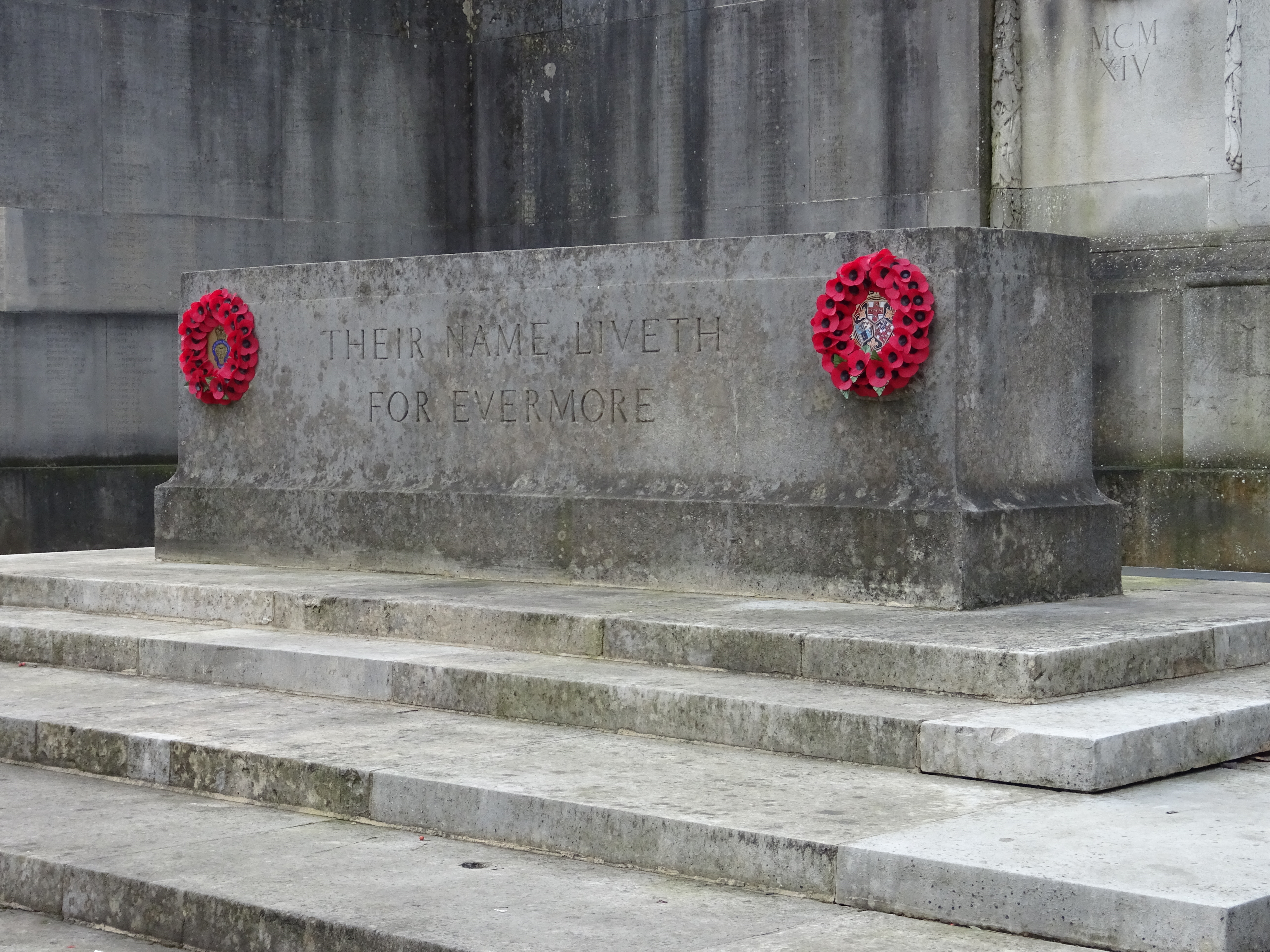
屏风墙视角的承载平台及上方世界大战纪念石的特写；世界大战纪念石是鲁琴斯为英联邦国殇纪念坟场管理委员会设计，但也在他设计的许多战争纪念碑上采纳

为平息公众争议，约克市进一步退让，将市纪念碑移至利曼路（Leeman Road）旁，城墙外侧不远处，同时考虑预算不足还把纪念碑形式缩减成十字碑。巧合的是，这块地原属东北铁路所有，董事会为维持良好关系决定将其捐给约克市。受《1921年铁路法》（Railways Act 1921）影响，东北铁路此时已合并成伦敦及东北铁路公司。

## 设计
纪念碑位于约克城墙对面，采用波特兰石建造，主体是十米高的方尖碑，左右两边有三面屏风墙，将世界大战纪念石围住。两侧墙体终点上方是装饰头，外侧有浮雕月桂花环装饰，装饰头下方的屏风墙内侧配有月桂花綵。后墙内侧的方尖碑两边也有花綵浮雕，方尖碑基座有东北铁路公司盾徽的雕刻图案，并以月桂花环围绕，位于屏风墙以上。方尖碑立于屏风墙之上，全高16米。世界大战纪念石呈祭坛状，磐石材质，长3.7米，略有弯曲，肉眼很难识别；上面有意不用任何装饰，仅有铭文（“他们的英名永垂不朽”）。
纪念碑致辞位于后方屏风墙中央：（“公司特立此碑纪念东北铁路为国捐躯的男儿”），两边是第一次世界大战的起止年份拉丁数字，墙上固定的石板刻有2236个人名。世界大战纪念石后方地板上有15块石块，刻有倫敦及東北鐵路公司在第二次世界大战期间牺牲的551名雇员姓名。

## 历史

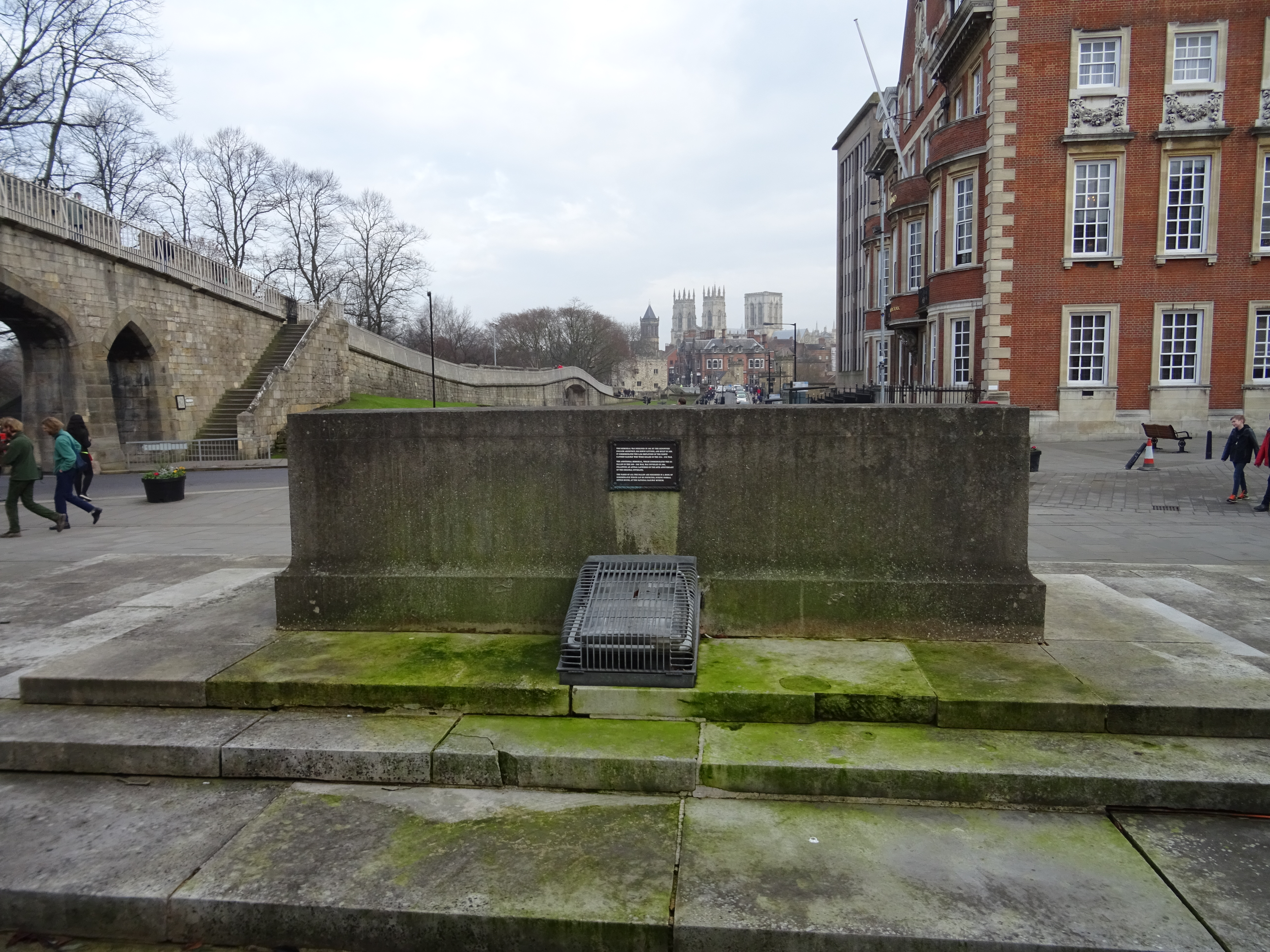
纪念建筑内部视角的世界大战纪念石背面。右侧的建筑是东北铁路公司原总部，左侧是约克城墙，远处背景可见约克座堂

东北铁路战争纪念碑在古迹委员会批准鲁琴斯修改的设计方案后终于落成，于1924年6月14日经英国陆军元帅、第一代普卢默男爵赫伯特·普卢默（Herbert Plumer, 1st Baron Plumer，后成为第一代普卢默子爵）在典礼上揭幕，约克大主教科斯莫·戈登·兰（Cosmo Gordon Lang）祝福。约有五到六千人参加仪式，其中包括许多公务员，以及伦敦及东北铁路或前东北铁路公司领导，如伦敦及东北铁路首席执行官拉尔夫·韦奇伍德爵士（Sir Ralph Wedgwood, 1st Baronet）、约克市警长，布拉德福德、赫尔和约克市市长等。世界大战纪念石四角站有来自达勒姆轻步兵团（Durham Light Infantry）的哨兵。东北铁路董事会成员、前外交大臣第一代法罗顿的格雷子爵爱德华·格雷在仪式上演说，他在谈到战争造成的损失时称：“老东北铁路董事会及总经理约有二十人，其中四人在战争中失去子嗣，三人失去独子。这么高的比例很可能是普遍现象。”仪式最后奏响《最後崗位》，众人默哀两分钟。约克市战争纪念碑则在一年后揭幕。
纪念碑铭文、特别是往生者姓名因风吹雨淋变得模糊不清。20世纪80年代，英国铁路工程师退伍军人协会（British Railways Engineers Ex-Servicemen's Association）捐款启动重新雕刻在内的各项修复工作。此后纪念碑继续遭受侵蚀，重刻又会造成进一步伤害，所有人名因此记录成册，由大英鐵路博物館收藏。
1970年9月10日，东北铁路战争纪念碑因其特殊建筑和历史价值入选II*级登录建筑。2015年11月，为纪念第一次世界大战100周年，鲁琴斯所有的战争纪念建筑均入选“国家收藏”，英格兰境内他设计的44座独立纪念碑全部列入登录建筑，已经入选的重新评级，约克市战争纪念碑也在此期间升为II*级，与东北铁路的纪念碑匹配。

### 脚注
1. 1 2  Langham 2013，第119–121頁.
2. ↑  Biddle 2011，第467頁.
3. 1 2 3 4 5 6 7 8 9 10 11 12  North Eastern Railway Company War Memorial & National Heritage List for England.
4. ↑  Skelton & Gliddon 2008，第139頁.
5. ↑  Burnham 2014，第100–102頁.
6. 1 2  Lambert 2018，第181–182頁.
7. ↑  Skelton & Gliddon 2008，第59頁.
8. 1 2 3  Skelton & Gliddon 2008，第60頁.
9. 1 2 3  York City War Memorial in the War Memorial Garden & National Heritage List for England.
10. ↑  Skelton & Gliddon 2008，第59–60頁.
11. 1 2  Skelton & Gliddon 2008，第61頁.
12. ↑  Borg 1991，第88頁.
13. ↑  Pevsner & Neave 1995，第203頁.
14. ↑  Barnes 2004，第121–122頁.
15. ↑  Ridley 2003，第278頁.
16. ↑  Skelton & Gliddon 2008，第24頁.
17. 1 2  Boorman 1988，第29–30頁.
18. ↑  Corke 2005，第60頁.
19. ↑  Biddle 2011，第469–470頁.
20. ↑  North Eastern Railway Memorial & Imperial War Museums.
21. 1 2  Langham 2013，第121頁.
22. ↑  The Listing and Grading of War Memorials & Historic England.
23. ↑  National Collection of Lutyens' War Memorials Listed & Historic England.

### 书目
- Barnes, Richard. . Kirstead, Norfolk: Frontier Publishing. 2004. ISBN 9781872914282.
- Biddle, Gordon.  Second. Hersham, Surrey: Ian Allan Publishing. 2011. ISBN 9780711034914.
- Boorman, Derek. . York: Sessions of York. 1988. ISBN 9781850720416.
- Borg, Alan. . London: Leo Cooper. 1991. ISBN 9780850523638.
- Burnham, Karyn. . Barnsley: Pen and Sword Books. 2014. ISBN 9781783376094.
- Corke, Jim. . Oxford: Shire Publications. 2005. ISBN 9780747806264.
- Lambert, Anthony. . Swindon: Historic England. 2018. ISBN 9781848024823.
- Langham, Rob. . Oxford: Fonthill Media. 2013. ISBN 9781781554555.
- Pevsner, Nikolaus; Neave, David. . New Haven, Connecticut: Yale University Press. 1995. ISBN 9780300095937.
- Ridley, Jane.  Pimlico. London: Pimlico. 2003. ISBN 9780712668224.
- Skelton, Tim; Gliddon, Gerald. . London: Frances Lincoln Publishers. 2008. ISBN 9780711228788.

### 网页
- . National Heritage List for England. Historic England.   [2020-08-06]. （原始内容存档于2019-03-23）.
- . National Heritage List for England. Historic England.   [2020-08-06]. （原始内容存档于2019-03-23）.
- . Imperial War Museums.   [2020-08-06]. （原始内容存档于2020-01-31）.
- (PDF). Historic England: 2. 2015-07  [2018-06-24]. （原始内容 (PDF)存档于2018-06-24）.
- . Historic England. 2015-11-07  [2020-09-13]. （原始内容存档于2020-07-04）.